# Jack Biddle
Jack Biddle III (7 tháng 2 năm 1930 – 18 tháng 2 năm 2024) là một chính trị gia người Mỹ phục vụ trong Cơ quan lập pháp Alabama trong 32 năm, tại Hạ viện Alabama từ 1974 đến 1994, và Thượng viện Alabama từ 1994 đến 2006. Biddle là người đầu tiên và duy nhất được bầu vào cơ quan lập pháp tiểu bang Alabama với tư cách là người đại diện của Đảng Dân chủ, Đảng Cộng hòa và độc lập ở những thời điểm khác nhau trong nhiệm kỳ của mình.

## Xuất thân
Jack Biddle III sinh ngày 7 tháng 2 năm 1930, tại Birmingham, Alabama. Sau khi tốt nghiệp với bằng cử nhân tại Đại học Howard, Biddle làm công việc môi giới bất động sản, và làm trợ lý CEO của Công ty Drummond, một tập đoàn khai thác than. Biddle là sĩ quan của Quân đội Hoa Kỳ phục vụ trong Quân đoàn Phản gián.

## Sự nghiệp chính trị

### Hạ viện Alabama (1974–1994)
Biddle tranh cử lần đầu vào Hạ viện Alabama vào năm 1970, ông giành được ghế 8 ở khu vực 14, nhưng thất bại trong cuộc bầu cử sơ bộ của Đảng Dân chủ trước dân biểu đương nhiệm Raymond Weeks. Năm 1974, Biddle tranh cử vào khu vực số 35, bao gồm Quận Jefferson, với sự đề cử của Đảng Dân chủ. Biddle đánh bại ứng cử viên Đảng Cộng hòa Mary P. Douglas, với hơn 86% phiếu bầu.
Biddle bắt đầu tại Cơ quan lập pháp Alabama với tư cách là một đảng viên Đảng Dân chủ bảo thủ. Năm 1975, ông đồng bảo trợ cho một dự luật quy định hình phạt tử hình trong các vụ án giết người cấp độ một. Sau đó được Thống đốc George Wallace ký ban hành luật. Từ năm 1978 đến năm 1982, ông phục vụ trong tổ lãnh đạo của Chủ tịch Hạ viện Joe McCorquodale và là chủ tịch Ủy ban Quy tắc Hạ viện.
Năm 1980, Biddle là một trong ba nhà lập pháp tiểu bang bị đại bồi thẩm đoàn ở Birmingham, Alabama truy tố với cáo buộc tham nhũng, liên quan đến vai trò của ông với Công ty Drummond và công nghiệp than. Sau bản cáo trạng, Biddle từ chức chủ tịch Ủy ban Quy tắc Hạ viện, nhưng không từ chức khỏi cơ quan lập pháp. Dân biểu Earl Cheatwood đã kêu gọi một cuộc điều tra về hành vi bất hợp pháp của các nghị sĩ Hạ viện. Tuy nhiên, các cáo buộc chống lại Biddle và các nhà lập pháp khác bị bác bỏ khi thẩm phán liên bang Hoa Kỳ Frank Hampton McFadden hủy bỏ vụ án vào tháng 7 năm 1980. Luật sư của Biddle đã phát biểu bày tỏ lòng cảm kích.
Năm 1981, Biddle giúp thông qua luật miễn trừ thuế đối với thuốc kê đơn ở Alabama. Biddle tái cử vào năm 1982, đánh bại ứng cử viên Đảng Cộng hòa Ken Trucks với 59% phiếu bầu. Sau đó, Biddle được bổ nhiệm làm chủ tịch Ủy ban Y tế Hạ viện dưới quyền Chủ tịch Hạ viện Tom Drake. Năm 1983, một cuộc bầu cử lập pháp đặc biệt diễn ra ở Alabama, và Biddle được tái phân chia đến khu vực số 43 theo bản đồ mới. Tuy nhiên, ủy ban điều hành của Đảng Dân chủ Alabama đã không chấp nhận Biddle làm ứng cử viên của họ trong cuộc bầu cử, thay vào đó chọn cựu nhà lập pháp tiểu bang Earl Cheatwood. Theo nhà báo chuyên mục và nhà sử học Steve Flowers, Biddle đã bị từ chối ứng cử do các chính sách bảo thủ của ông, vì một phe tự do của Đảng Dân chủ nắm quyền ủy ban vào thời điểm đó. Biddle có đủ tư cách trở thành ứng cử viên độc lập để tranh cử với Cheatwood và ứng cử viên Đảng Cộng hòa Ken Trucks. Biddle đã giành chiến thắng trong một cuộc đua ba vòng, với 36,4% phiếu bầu so với 35,6% của Cheatwood và 27,9% của Trucks.
Từng phục vụ với tư cách ứng cử viên độc lập ở khu vực mới kể từ khi tái cử vào năm 1983, Biddle chính thức chuyển sang Đảng Cộng hòa vào tháng 8 năm 1985. Vào thời điểm đó, ông là người đại diện duy nhất còn lại không liên kết đảng phái nào. Marty Connors, chủ nhiệm Đảng Cộng hòa của bang, gọi đây là "sự kiện chính trị ý nghĩa nhất đối với Đảng Cộng hòa Alabama kể từ cuộc bầu cử năm 1984". Biddle gia nhập Đảng Cộng hòa và sau đó được bầu lại làm đảng viên Đảng Cộng hòa. Tính đến năm 2024, ông trở thành người đầu tiên và duy nhất được bầu vào Cơ quan lập pháp Alabama với tư cách là người đại diện của Đảng Dân chủ, Đảng Cộng hòa và Độc lập vào những thời điểm khác nhau trong nhiệm kỳ của ông.

### Thượng viện Alabama (1994–2006)
Năm 1994, Biddle chọn tranh cử vào khu vực số 17 của Thượng viện Alabama. Việc tái phân chia khu vực cùng năm đó khiến vị trí trở nên thuận lợi hơn cho đảng Cộng hòa, và người đương nhiệm Mac Parsons đã nghỉ hưu để tranh cử chức ủy viên hội đồng nông nghiệp. Biddle đối đầu với đại biểu tiểu bang tương lai Scott Beason, cũng là cư dân Gardendale, trong cuộc bầu cử sơ bộ của Đảng Cộng hòa. Biddle giành chiến thắng và không có đối thủ trong cuộc tổng tuyển cử vào tháng 11. Cùng năm đó, Biddle ủng hộ Fob James trong cuộc tranh cử thống đốc với tư cách là đảng viên Đảng Cộng hòa, James đắc cử trong cuộc bầu cử thống đốc.
Biddle được bổ nhiệm vào Ủy ban Quy tắc Thượng viện vào năm 1995, ở giai đoạn Đảng Dân chủ nắm quyền Thượng viện Alabama. Sau đó ông từ chức trong ủy ban vào năm 2003, bất kể vị trí quyền lực của mình, ông nói do "quá áp lực" với sáu nhiệm vụ ủy ban khác.
Năm 2001, một đoạn của Quốc lộ Hoa Kỳ 31 gần quê hương Gardendale của Biddle được đặt tên là Xa lộ Jack Biddle để vinh danh Biddle. Trong sự nghiệp của mình, Biddle nổi tiếng vì hoạt động ủng hộ sức khỏe tâm thần; ông là thành viên của ban cố vấn khoa tâm thần của Đại học Alabama tại Birmingham và làm việc với Liên minh Quốc gia về Bệnh Tâm thần. Trong nhiệm kỳ của mình tại thượng viện bang, Biddle là "Thượng nghị sĩ thường được các Thượng nghị sĩ khác chất vấn nhiều nhất" và nổi tiếng với những câu nói hóm hỉnh của mình, theo đồng nghiệp Steve French.
Trong quy trình bầu cử năm 2006, Biddle đối đầu lần hai với Scott Beason trong cuộc bầu cử sơ bộ của Đảng Cộng hòa. Steve Flowers viết rằng tuy Biddle là một người được tôn trọng trong cơ quan lập pháp vì chủ nghĩa thực dụng của ông, tuổi tác cũng là vấn đề trong cuộc bầu cử sơ bộ, trong khi Biddle 76 tuổi và Beason 36 tuổi. Cuộc bầu cử sơ bộ dẫn đến các quảng cáo công kích được tranh luận giữa Biddle và Beason, nhưng Beason cuối cùng giành chiến thắng, đánh bại Biddle để giành được đề cử của Đảng Cộng hòa. Beason kế nhiệm Biddle làm thượng nghị sĩ tiểu bang vào tháng 11 năm đó. Biddle sau đó nói về Beason rằng "Tôi không có điều gì tệ hại để nói về Scott, tôi nghĩ ông ấy làm rất giỏi. Tôi chúc ông ấy gặp nhiều thành công trong cuộc sống".

## Gia đình
Biddle cư trú lâu năm ở Gardendale, Alabama, ông kết hôn với Nena Berry, bà qua đời vào năm 2022. Biddles có hai người con và tham gia Nhà thờ Giám lý Mount Vernon, nơi Biddle là giáo sĩ chính thức của nhà thờ.
Biddle qua đời tại Gardendale vào ngày 18 tháng 2 năm 2024, ở tuổi 94.